# Robben Ford
Robben Ford (* 16. prosince 1951 Woodlake, Kalifornie) je americký kytarista, patřící mezi přední bluesové a jazzové hráče na elektrickou kytaru. Je znám především svou zběhlostí v rozmanitých hudebních žánrech a schopností vkusně je kombinovat. Pětkrát byl nominován na cenu Grammy. Spolupracoval například s Joni Mitchellovou, Jimmym Witherspoonem, Milesem Davisem, Georgem Harrisonem, Philem Leshem, Bonnie Raittovou, Clausem Ogermanem, Michaelem McDonaldem, Bobem Dylanem, Johnem Mayallem, Gregem Allmanem a mnohými dalšími hudebníky.

## Biografie
Robben se narodil v roce 1951 ve Woodlake v Kalifornii jako třetí ze čtyř synů do hudební rodiny, poté vyrůstal v Ukiahu. Jeho otec Charles byl country a westernovým zpěvákem a kytaristou a matka Kathryn hrála na klavír a zpívala. V deseti letech si Robben jako svůj první hudební nástroj vybral saxofon, ve třinácti letech se začal sám učit na kytaru.
Po absolvování střední školy vytvořil Robben spolu se svými bratry Patrickem, bluesovým bubeníkem, a Markem, akordeonistou, The Charles Ford Blues Band, pojmenovanou po jejich otci.
První výzva, aby Robben založil svůj vlastní jazzový kvartet, vzešla od legendárního bluesového zpěváka Jimmyho Witherspoona a přivedla ho do Los Angeles. Společně s Whitherspoonem se vydali na turné po Spojených státech i po Evropě, kde ho poprvé uslyšel saxofonista Tom Scott,[zdroj?] který se právě chystal na turné s Joni Mitchellovou a pozval ho, aby s nimi hrál na kytaru. Jejich spolupráce trvala dva roky, vzniklo během ní i několik kvalitních profesionálních nahrávek a pro Robbena byla velkou zkušeností. Jak Joni, tak Jimmy byli skvělými učiteli a přáteli, velmi ho inspirovali.
Poté ho pozval George Harrison (The Beatles) k spolupráci na jeho turné Dark Horse. Následně se Robben přestěhoval do Colorada, kde odpočíval od hudby a studoval s buddhistickým učitelem Chogyamem Trungpou. V roce 1977 nahrál u Electra Records své první sólové album The Inside Story[zdroj?] s kapelou, z které se stali Yellowjackets[zdroj?] (Robben je dal dohromady).
V 80. letech se Robben přestěhoval do San Francisca, kde nahrával s Michelem McDonaldem a Warner Brothers Records a kde také poznal Anne Kerry, herečku a svoji budoucí manželku. S Anne se usadili v New Yorku. Tehdy byl pozván zahrát si s hudební ikonou Milesem Davisem.
Robbenovi přineslo v roce 1988 nahrání alba Talk to Your Daughter první nominaci na cenu Grammy (v kategorii Nejlepší nahrávka současného blues). Začal konečně pod svým jménem světové turné. V roce 1990 jel na turné s Davidem Sandbornem.
Po opuštění Warner Brothers našel konečně opravdový domov pro svou kreativitu u Stretch/GRP Records, kde nahrál tři CD se svou kapelou The Blue Line (bubeník Tom Brechtlein a baskytarista Roscoe Beck). Po velmi plodných osmi letech Robben kapelu rozpustil a nahrál dvě nová CD: Tiger Walk (instrumentální, nahráno ve spolupráci s rytmickou sekcí Keitha Richardse) a Supernatural (jeho nejpropracovanější dílo z hlediska skladby písní).
V roce 2000 byl Robben pozván na turné s Philem Leshem, které ho znovu svedlo dohromady s Billym Painem a Paulem Berrerem z Little Feat a s bubeníkem Johnem Molem.
Když Robbenovi vypršela smlouva se Stretch/Blue Thumb, podepsal novou s Concord Records, toho času největší nezávislou nahrávací společností. V roce 2002 vzniklo Blue Moon a v roce 2003 Keep on Runnin, alba plná bluesového a R&B feelingu 60. let, na kterém vyrostl. Jeho třetí album u Concord nese název Truth a Robben ho pokládá za své nejlepší dílo. Čtvrtým je živá nahrávka ze San Francisca – Soul on Ten.
Robbenovo nejnovější dílo (z roku 2010) je Renegade Creation a vzniklo spoluprací s jeho přáteli kytaristou Mikem Landauem, baskytaristou Jimmym Haslipem a bubeníkem Garym Novakem, kteří vytvořili Robbenovu první rockovou kapelu.
Robben jezdí na světová turné s legendárním kytaristou Larrym Carltonem a společně stvořili Live in Tokyo a unplugged DVD z Paříže. Dále se podílí na projektech s Johnem Scofieldem, Michaelem McDonaldem, Milesem Davisem, saxofonistou Billem Evansem, Randy Breckerem a baskytaristou Rolling Stones – Darrylem Jonesem. Také spolupracuje se svou ženou Anne na různých hudebních projektech, mezi které patří její poslední CD Weill.

## Diskografie

### Sólová alba
- Truth (2007)[2]
- Keep on Running (2003)[3]
- Blue Moon (2002)[4]
- Supernatural (1999)[5]
- Tiger Walk (1997)[6]
- Talk to Your Daughter (1988)[7]
- Love's A Heartache (1983)[8]
- The Inside Story (1979)[9]

### SThe Blue Line
- Handful of Blues (1995)[10]
- Mystic Mile (1993)[11]
- Robben Ford & the Blue Line (1992)[12]

### Live
- Soul on Ten (2009)[13]
- The Autorized Bootleg (1998)[14]
- Discovering The Blues Live (1972)[15]
- Jimmy Witherspoon & Robben Ford Live (1976)[16]

### Kompilace
- Blues Collection (1997)[17]

### SFord Blues Band
- Center Stage (2004)[18]
- In Memory of Michael Bloomfield (2002)[19]
- Reunion Live (1984)[20]
- The Charles Ford Band (1972)[21]
- A Tribute to Paul Butterfield (2001)[22]

### Spolupráce
- Renegade Creation (2010)[23]>
- From the Reach (2008)[24]
- Helium Tears (2006)[25]
- Jing Chi 3D (2004)[26]
- Jing Chi Live (2003)[27]
- Jing Chi (2001)[28]
- Minor Elegance (1990)[29]

### Alba, na kterých Robben Ford také hraje
- A Guitar Supreme (2006)
- Viva Carlos - A Supernatural Marathon Celebration (2004)
- Voodoo Crossing: A Tribute to Jimi Hendrix (2003)
- Come Together 2; Beatles Guitar Tribute (1995)
- Dizzy Gillespie: Rhythmstick (1990)
- Kiss: Creatures of the Night[zdroj?] (1982)
- Joni Mitchell: The Hissing of Summer Lawns (1975)
- Joni Mitchell: Miles of Aisles[zdroj?] (1974)

### DVD
- Robben Ford Trio Live in Paris DVD
- Instructional DVD: Playing the Blues
- Instructional DVD: "The Blues and Beyond
- Robben Ford & The Blue Line LIVE "Ohne Filter" DVD
- THE ART OF BLUES RHYTHM

### Další práce
- F-Zero Jazz Album (1992)
- Charle Musselwhite: Where Have All the Good Times Gone (1984)
- Tom Scott a LA Express: Tom Cat (1974)
- S Jimmym Witherspoonem:
  - Live at Montreux Jazz Festival (1972)
  - Live (1976)
  - Live at Notodden Blues Festival (1992)